# Joseph Kingsbury-Smith
Joseph Kingsbury-Smith (geboren 20. Februar 1908 in New York City; gestorben 5. Februar 1999 in Waterford (Virginia)) war ein US-amerikanischer Journalist.

## Leben
Joseph Kingsbury-Smith wuchs in Manhattan auf und besuchte Privatschulen. Er begann 1924 als „copy boy“ beim International News Service (I.N.S.) der Hearst Corporation. Er wurde 1927 als Korrespondent an das Londoner Büro versetzt, wo er nebenher an der Universität London noch einen akademischen Abschluss machte. Zurückbeordert nach Washington, D.C. wurde er leitender außenpolitischer Redakteur für I.N.S. 
Von 1944 an war er Leiter der Europaabteilung des I.N.S. in Paris und von 1955 bis 1958 deren Präsident. 1946 berichtete er vom Nürnberger Prozess gegen die Hauptkriegsverbrecher und wurde per Losverfahren als einer der journalistischen Zeugen der Hinrichtungen ausgewählt. Während der Berlin-Blockade führte Kingsbury-Smith 1949 einen Briefwechsel mit Josef Stalin. Er erhielt dafür einen George Polk Award for Outstanding Journalism. 1955 interviewte er zusammen mit William Randolph Hearst Jr. und Frank Conniff den sowjetischen Parteivorsitzenden Nikita Chruschtschow und andere sowjetische Politiker, gemeinsam erhielten sie 1956 den Pulitzer Prize for international reporting. Während der ersten Präsidentschaft von Ronald Reagan fuhr Kingsbury-Smith wiederholt zu Interviews mit den sowjetischen Parteichefs Juri Andropow und Konstantin Tschernenko nach Moskau. 
Nach der Fusion von I.N.S. mit United Press im Jahr 1958 wurde er Vizepräsident von United Press International. Von 1966 bis 1978 war Kingsbury-Smith außenpolitischer Chefkommentator von Hearst Newspapers. 1959 wurde Kingsbury-Smith Chefredakteur des New York Journal-American. Seit 1976 leitete er bei Hearst die nationale Zeitungssparte und ging 1997 als Vizepräsident der Hearst-Dachgesellschaft in den Ruhestand. 
Kingsbury-Smith war mit Eileen King verheiratet, sie hatten zwei Kinder. 

## Schriften (Auswahl)
- The Execution of Nazi War Criminals 16 October 1946, in: John Carey: The Faber book of reportage. Boston : Faber and Faber, 1987, S. 641–648  link
  - Die Hinrichtung der Nazi-Kriegsverbrecher am 16. Oktober 1946. Übersetzung Karin Hoffmann. In: Steffen Radlmaier: Der Nürnberger Lernprozess, 2001, S. 339–348